# 第七天堂 (1927年电影)
《七重天》（英語：7th Heaven，1928年香港公映譯作《戰中勞燕》或《第七重天》，當年上海、廣州公映及現今香港同译《七重天》，現今中國大陸共筆網站及盜版網站譯作《第七天堂》）是一部1927年的美国爱情电影，由弗兰克·柏塞奇导演，获得了第1届奥斯卡最佳影片提名。珍妮·蓋諾凭此片获得奥斯卡最佳女主角奖，柏塞奇获得最佳导演奖，格雷泽（Glazer）获得最佳改编剧本奖。本片是史上票房第13高的默片。1995年，本片因其在“文化、历史和审美方面的显著成就”，被美国国会图书馆列入国家电影登记部下属的国家电影保存委员会保护电影名单。
《七重天》後改編為同名英語有聲片，以及一部同名上海國語片、兩部同名香港粵語片。